# Коббет, Уильям
Уильям Ко́ббет (англ. William Cobbett; 9 марта 1763, Фарнем, Суррей — 18 июня 1835, близ Гилфорда) — английский публицист, памфлетист и историк. Выступал с критикой многих существующих в Великобритании порядков, в частности, требовал реформы парламента и упразднения «гнилых местечек».

## Биография
Уильям Коббет родился 9 марта 1763 года в графстве Суррей в семье мелкого фермера и до 19 лет занимался сельским хозяйством, затем сменил ряд профессий и служил в армии.
Находясь с 1794 года в эмиграции в США, начал публицистическую деятельность. Вернувшись в 1800 году в Англию, начал издавать с 1802 года еженедельник «Политический обозреватель» (англ. Political Register), в котором подвергал резкой критике социальную и политическую систему современной ему Англии, тем самым снискав себе огромную популярность и влияние в демократических кругах. Неоднократно подвергался репрессиям. По его инициативе с 1804 года была начата публикация протоколов английского парламента, с 1809 года — издание протоколов важнейших судебных процессов.
За критику правительства был приговорён к тюремному заключению (1810-12). Из-за угрозы ареста эмигрировал в США (1817-19). В 1832 был избран депутатом Палаты общин.
Дружил с Вильямом Карпентерем (англ. William Carpenter; 1797—1874), английским публицистом.

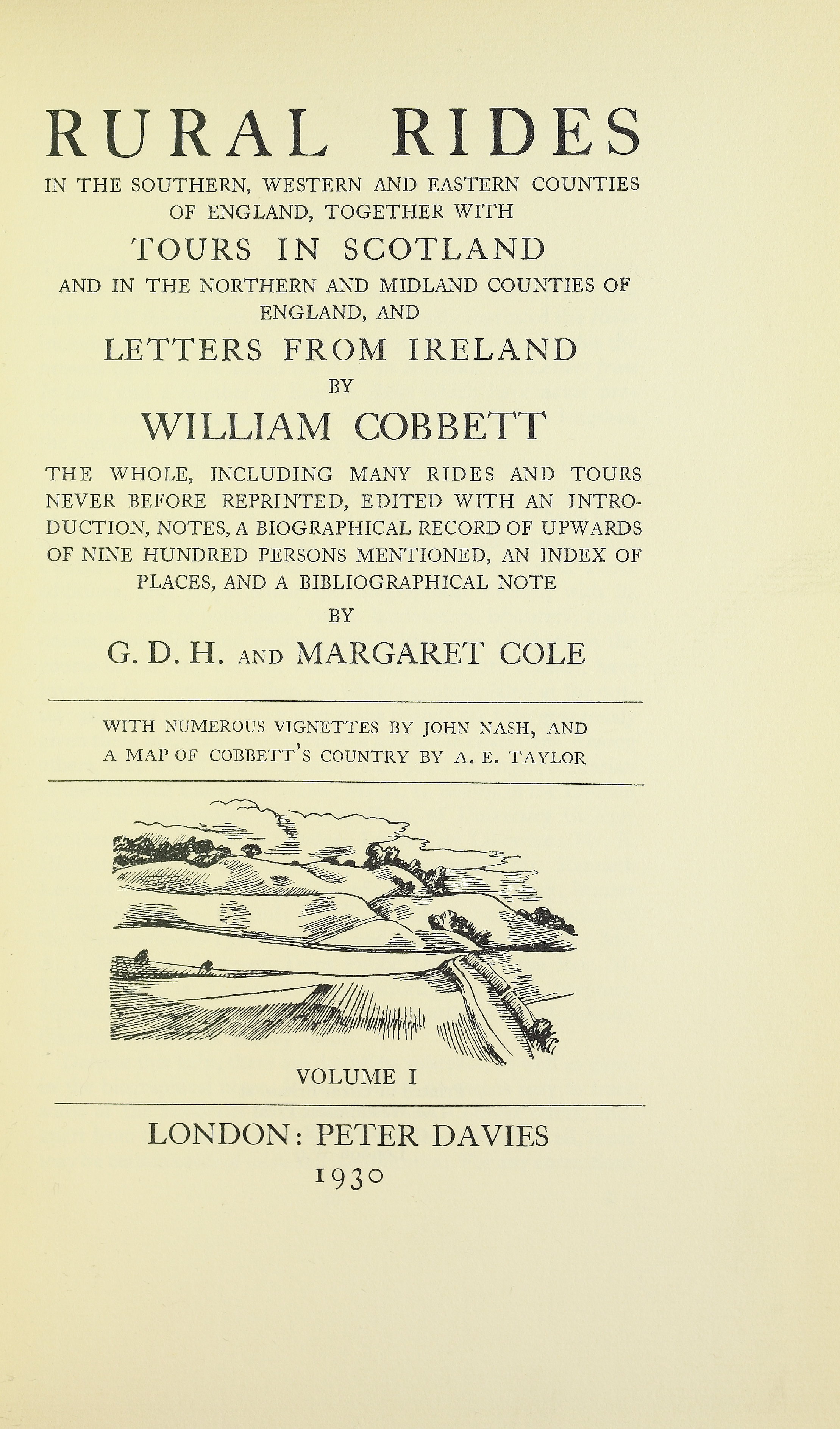
Rural rides in the southern, western and eastern counties of England, 1930

Основным историческим трудом является «История протестантской Реформации в Англии» (англ. The history of the Protestant Reformation in England, 1824—26), в которой он называл главной причиной Реформации стремление короля и его приближённых завладеть богатствами католической церкви.